# 休士頓大學
休士頓大學（英語：University of Houston，縮寫UH）是美国德州一所研究型大學，也是休斯顿大学系统的旗舰學府。1927年3月7日創立，截至2019年底有超過46000名在學學生(德州第三大大學)，其中研究所碩士及博士生佔近7900名。校園佔地667英畝（約270公頃），位於休士頓市區東南方，1983年至1991年被稱為休士頓大學-大學公園校區。卡內基學術基金會將休士頓大學評為具有最高研究活動的博士學位授予機構之一。2021年《美國新聞與世界報導》在全美大學排名中排名第133位，在公立大學中排名第70位，全球排名在ARWU排名世界前三百大之列。休大選才多元, 且照顧有色人種學生及經濟弱勢學生, 有近9%學生是來自全球130個國家, 每年投入學術研究經費2.4億美元。
該大學通過其16所學院提供260個學位課程, 包括商學、建築、法律、驗光學和藥學專業學位課程。該校每年運用預算資金進行2.01億美元的各領域研究，並在校園內運營著35個研究中心和研究所。  跨學科研究包括有超導體研究、太空商業化開發和太空探索、生物醫學科學和工程、能源和自然資源以及人工智能(AI)。 UH的校友基數每年9,000人的速度成長，總數超過31萬名校友。  該大學畢業生的經濟響力每年為美國經濟貢獻超過64億美元，同時為國家創造約62,000個就業機會。

## 歷史

### 創校
休士頓大學開始於休士頓初級學院（HJC）。1927年3月7日，休士頓獨立學區（HISD）教育委員會的委員一致通過了一項授權建立和經營大學院校的決議， 大學院校由HISD負責經營管理。 同年從萊斯大學、德州大學等延攬12位教師，錄取232名學生開始授課。
1933年10月，德克薩斯州州長米里亞姆·弗格森（Miriam A. Ferguson）將美國眾議院第194號法案簽署通過，使該學院具備轉型成大學的資格。 1934年4月30日，HISD的教育委員會通過了一項決議，使學校成為一所為期四年的學院，休士頓學院正式更名為休士頓大學。

### 大學初期

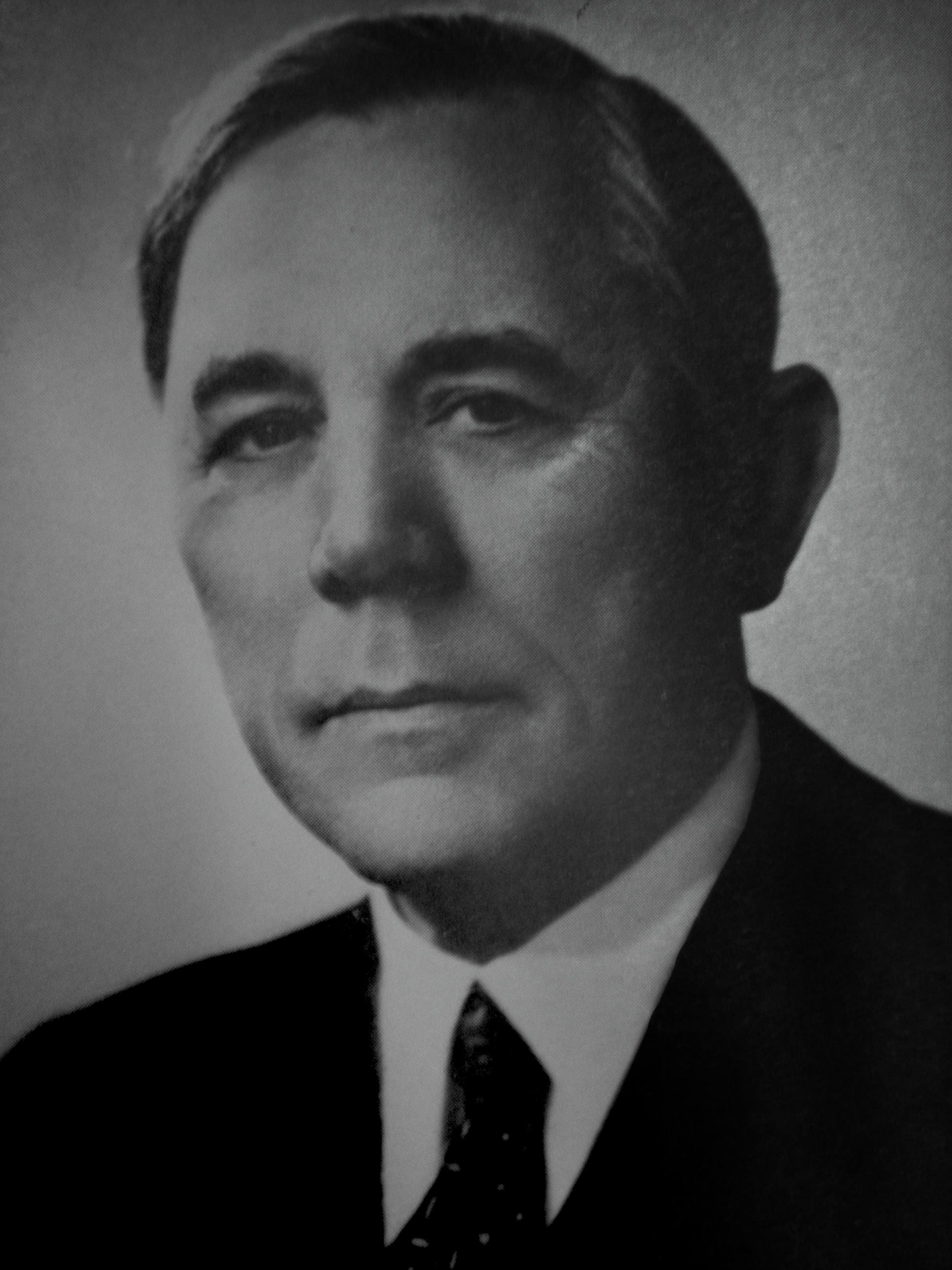
休士頓大學創校主要捐贈人：石油大亨休·羅伊·卡倫

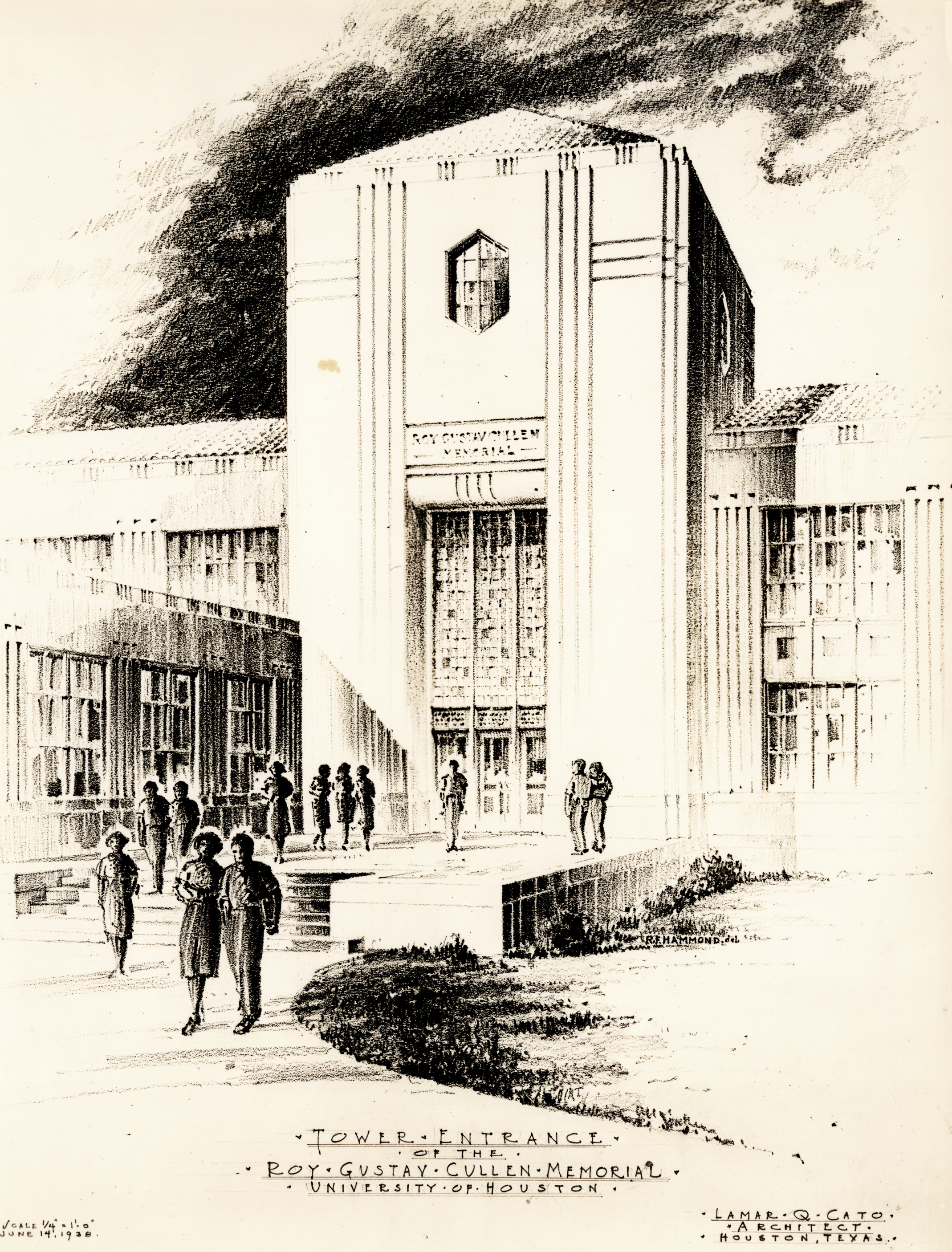
休士頓大學卡倫紀念館建築設計手稿，1938年

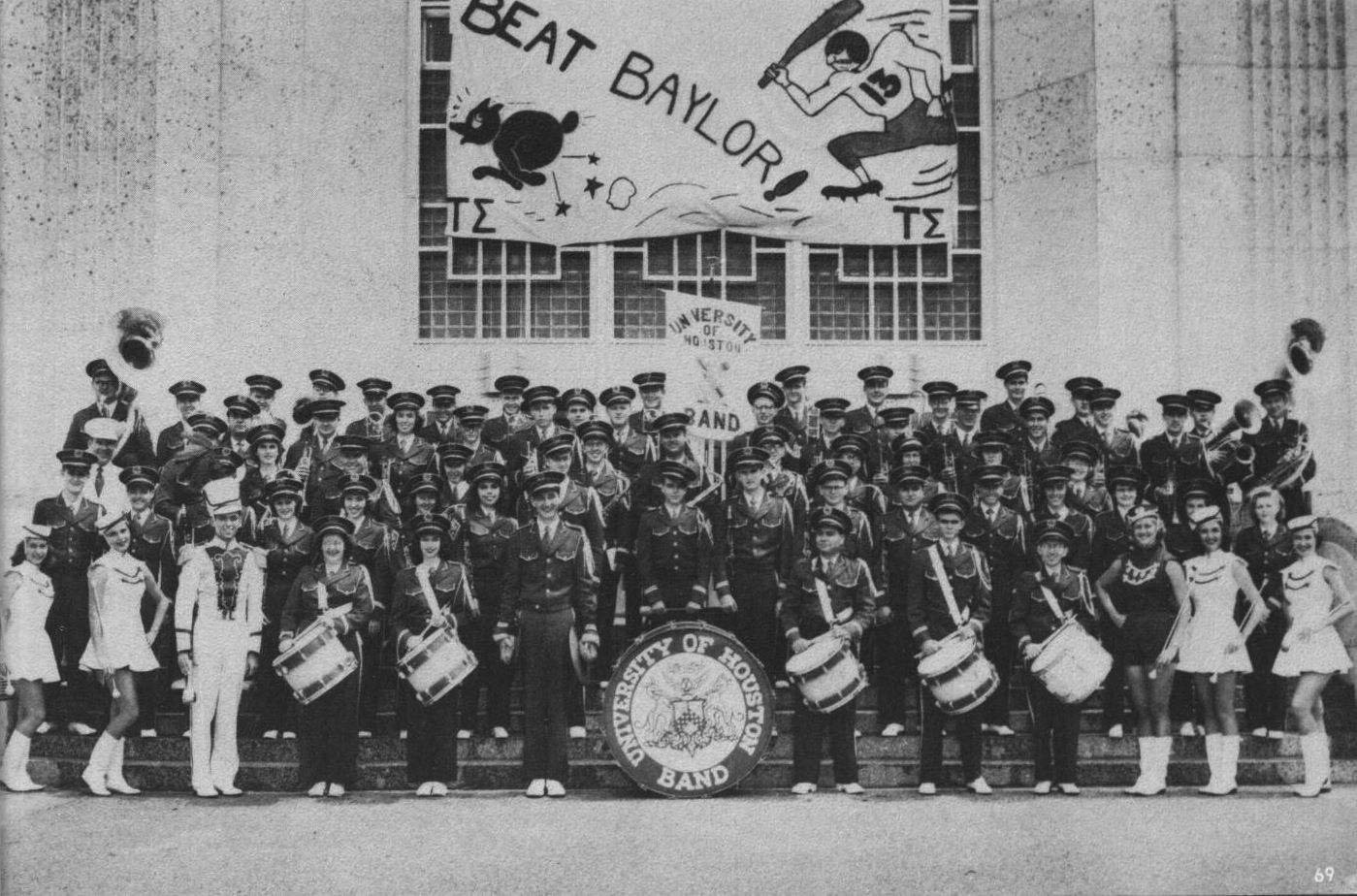
休士頓大學軍樂隊，1951年

UH發展開為一個四年制的大學機構，始於1934年6月4日，在San Jacinto高中，註冊人數為682人. 1934年，休士頓大學的第一個校區成立於Milam街和McGowen街的第二浸信會教堂。 在隔年秋天，校園搬到了Main Street的南方主浸信會教堂 - 位在里士滿大道和鷹街之間 - 並在那裡營運了五年。1935年5月，休士頓大學在米勒戶外劇場舉行了第一次畢業典禮。
1936年，德州慈善家J.J. Settegast和Ben Taub的家族繼承人向該大學捐贈了110英畝（0.45平方公里）的永久土地作為該大學發展使用，捐贈當年還沒有通往該校地的道路，在1937年，該市為此興築了Saint Bernard Street給UH，後來改名為Cullen Boulevard，成為進入校園的主要通道。作為美國國家青年管理局管理的一個主要項目，政府每小時需要支付五十美分給工人來整理該地。到了1938年，石油大亨休·羅伊·卡倫為該地區建造的第一座建築捐贈了335,000美元（相當於2018年的600萬美元）。 Roy Gustav Cullen紀念大樓於1939年6月4日開始營運及上課，紀念大樓第一個完整學期的課程於1939年9月20日正式開課。
在開設新校區後的一年內，該大學大約招收了2,500名學生。隨著第二次世界大戰的逼近，也由於入學的篩選嚴格和部分學生休學去入伍，導致了入學率的下降。 於是該大學提議參加美國海軍特殊的學生培訓活動，並且被選中為V-12海軍電子專業學院培訓課程的知名六所大學之一。 到了1943年秋天，UH只有大約1,100名正規學生; 因此，加入300名左右的軍事專家成為工程學院的教師，並在校園建設新設施做出了貢獻，軍事專業的培訓持續到1945年3月結束, 共有4,178名學生參與。
1945年3月12日,美國參議院的第207號法案簽署通過，取消了HISD的控制權，並將管理權交給了休士頓大學董事會。1945年由於休士頓大學成長變得太快過於龐大和複雜，而難在校董事會之下做管理 - 因此轉變成為了一所私立大學。
1947年3月，休士頓大學董事會授權成立了該校著名的法學院(law school)。到了1949年，MD Anderson學術基金會向UH捐贈150萬美元，用於在該主校區內建造一座休大專用的總圖書館。 到1950年，UH的校區已快速興築由12座永久性建築組成，同時入學人數超過14,000人，全職教師超過300人。同年成立 KUHF –這所大學的公共廣播電台，於11月設立。到1951年，UH已經成為德克薩斯州第二大的大學。

### 州立大學
1953年，休大在申請連續四年的聯邦通信委員會創設電視許可證的監證結束後，成立了KUHT–全美第一家教育電視台。然而在此期間，作為一所私立大學，休大面臨著財務困境。 所收學費未能平衡校園不斷上漲的費用，反過來，因為快速上漲的學費反而導致入學率下降。經過當時著名陸軍上將 A.D. Bruce[1]校長所領導的休士頓大學支持者與州立大學反對者之間長時間的激戰，美國參議院終於1961年5月23日通過法案，使休大於1963年再度回歸公立大學體制，財務回復正常。
1977年, 隨著休士頓大學慶祝成立50週年,德克薩斯州立法機構於1977年正式通過成立了休士頓大學大學系統(UH System) 。Dr. Philip G. Hoffman[2]辭去了第五任校長的職務, 成為休士頓大學大學系統的第一任總校監。休士頓大學主校區自此成為休士頓大學大學系統中歷史最悠久、規模最大的成員機構，1977年已擁有近30,000名學生。

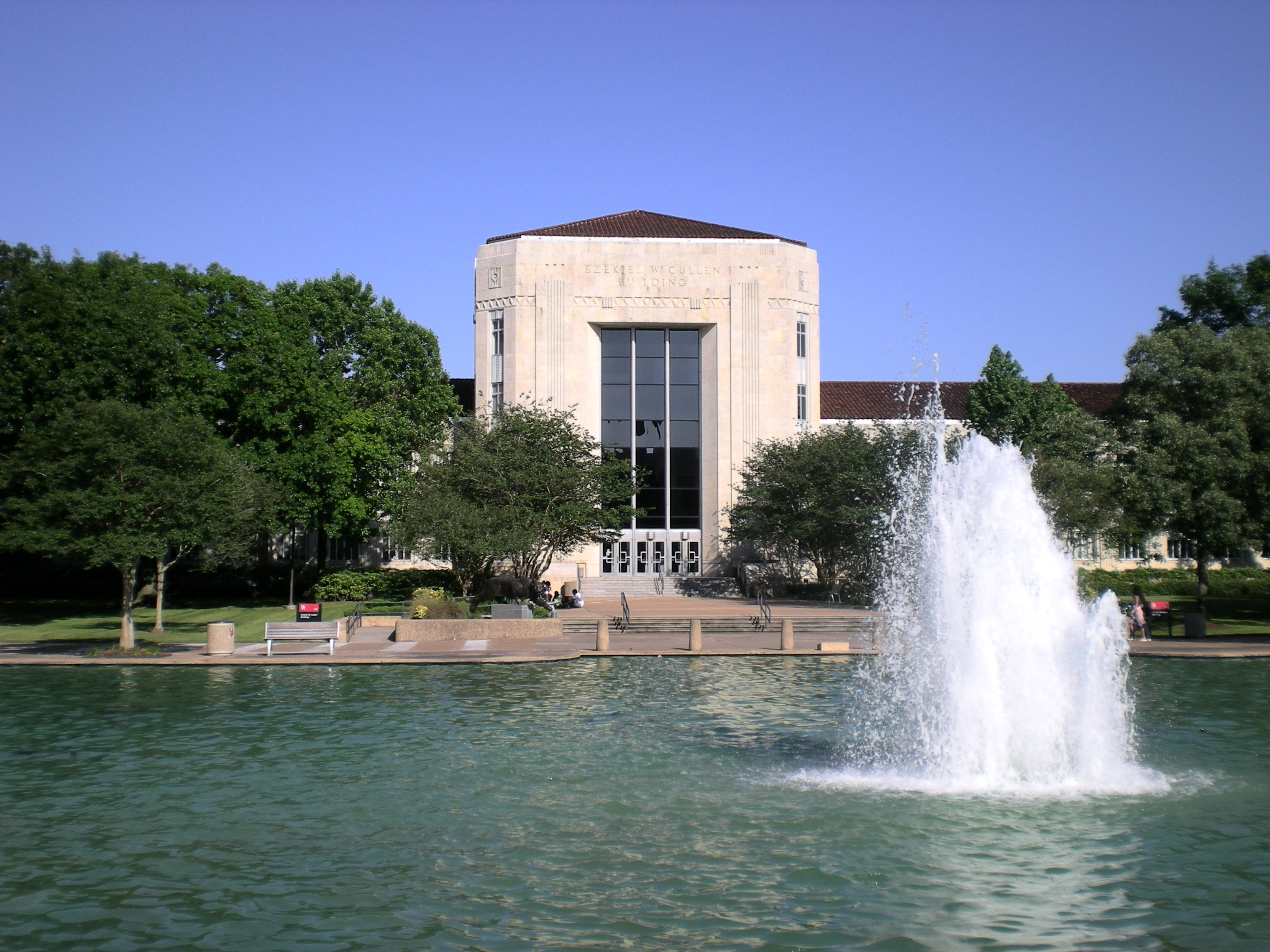
休士頓大學一景

1983年4月26日，休大將其官方名稱改為休士頓大學-大學公園校區(University Park); 然而，這個名字於1991年8月26日改回休士頓大學主校區(main campus)。 這個名稱的改變是UH系統為了其旗艦大學提供了一個清晰獨立辨識的名稱，做為消除與當時休士頓大學-城中分校University of Houston-Downtown（UHD)的混淆，UHD 是UH System另一個獨立的學位授予的大學，不屬於休斯頓大學main campus。

### 重組和躍進

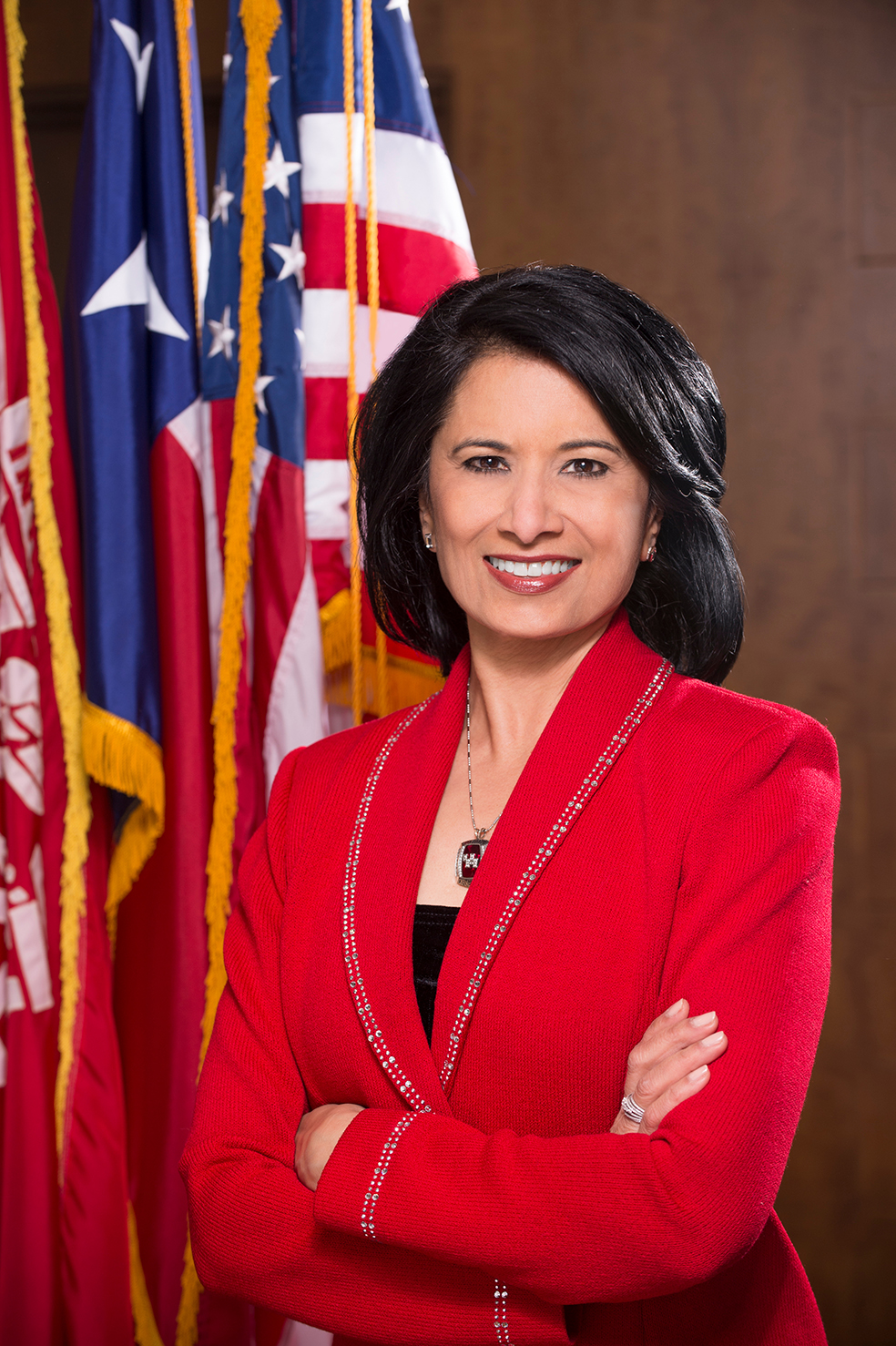
休士頓大學現任校長暨大學系統總校監：瑞努·哈特博士

1997年，休大70週年，UH系統和休士頓大學的管理部門由一名首席執行官(CEO)–首度合併UH System總校監和休士頓大學校長的雙重頭銜，康乃爾博士-Dr. Arthur K. Smith[3]成為第一個擔任合併職位的總校監。截至1997年，UH System管理局位於Ezekiel W. Cullen紀念大樓的校園內。 2007年10月15日，瑞努·哈特博士被選為第八任UH System校總監和第十三任校長，並於2008年1月正式上任。
2011年1月, 休士頓大學被卡內基大學學術促進基金會(Carnegie Foundation)評鑑為頂尖研究型大學，長期具備極高等級的學術研究基礎及相關活動，而持續躍進。

## 校區分布
休士頓大學-主校區（UH-main campus)是休士頓大學大學系統（UH System）的旗艦大學。UH System是一個擁有五個分校的大學系統,主校區在Sugar Land糖城地區設有直屬學院, 另外著名的休士頓大學-明湖城分校（UH-Clear Lake）,休士頓大學-城中分校(UH-Downtown)和休士頓大學-維多利亞分校（UH-Victoria）, 休士頓大學-Katy分校(UH-Katy)都是獨立的分校區; 他們並不屬於UH-main campus主校區的分支。
Main campus休士頓大學主校區位於休士頓城市東南區擁有667英畝校園土地(2.7平方公里)，包括衆多綠蔭空間、噴泉和雕塑，包括美國著名雕塑家Jim Sanborn[5]的作品 ，並由著名建築師César Pelli和Philip Johnson在校園內設計了多棟建築。 2017年最新的校園美化工程獲得了Keep Houston Beautiful公益組織頒發的獎項，用於精進Cullen Boulevard的廊道美化工程。

### 主校區校園

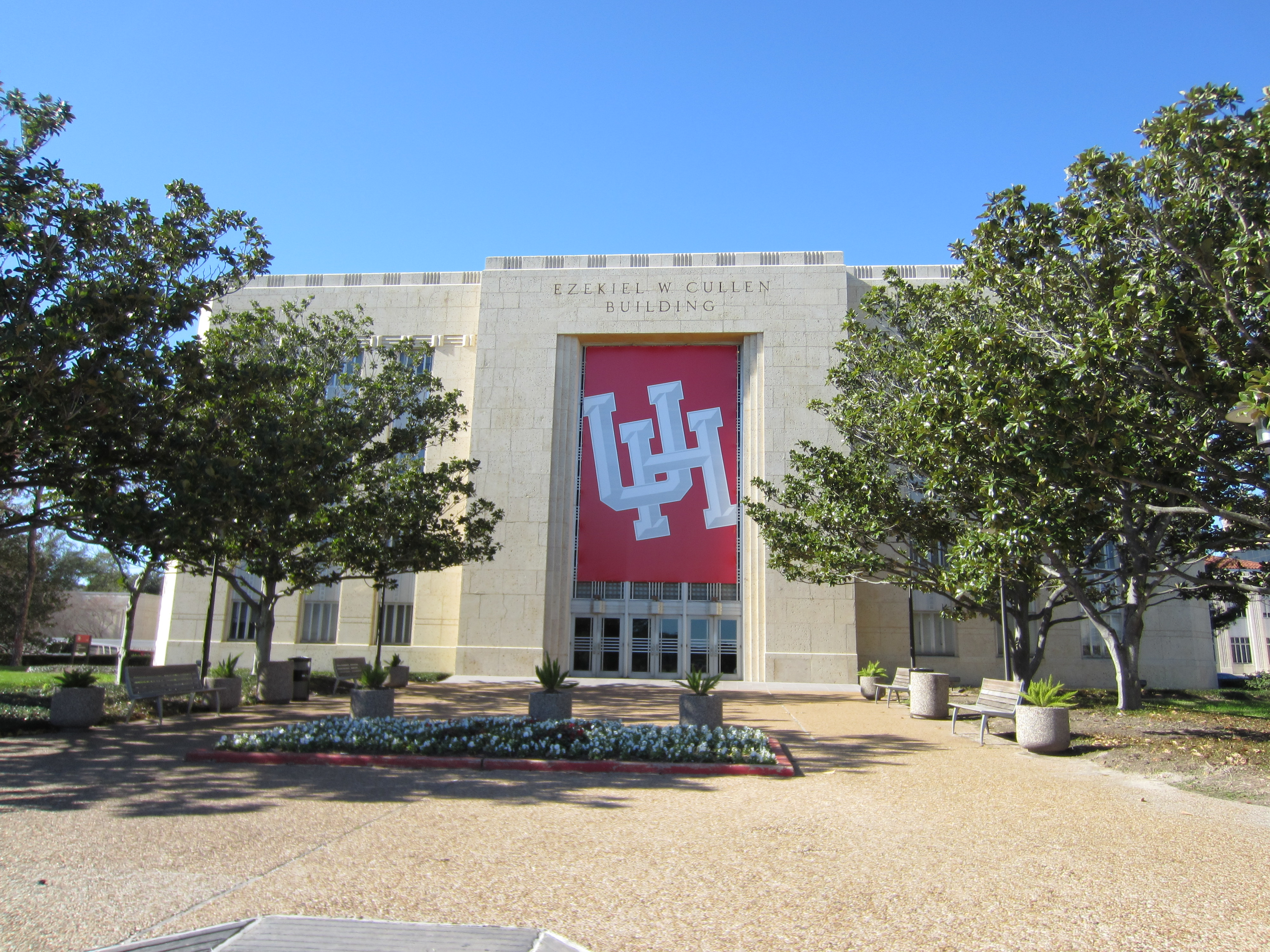
休士頓大學Ezekiel W. Cullen行政中心大樓

休士頓大學主校區的校園輪廓由以下五個核心區域構成：教學園區、藝術園區、專業園區、惠勒園區和體育場區。 此外，校園還包括五個區域之間尚未建設完成的幾個外圍區域。
UH校園教學區：內部包含大學的學術核心區域，包括MD Anderson總圖書館、文理暨社會科學學院、自然科學和數學學院—其中也包括物理學系所 、工程學院和榮譽學院。 校園輪廓內擁有原始建築： Roy G. Cullenr紀念大樓 ，舊科學大樓和Ezekiel W. Cullen大樓 。 學術和研究設施建築包括Cullen藝術表演廳 ，科學與工程研究與課堂綜合大樓， 德州的超導研究中心，以及其他文法商傳播理工等各科系所建築。 校園輪廓區內設有Cullen Family紀念廣場、Cullen Family Plaza的reflecting pool，Lynn Eusan Park以及各式廣場和寬闊綠地。
UH藝術區：位於校園的北部，是大學的藝術學院、Moores音樂學院、戲劇暨舞蹈學院、Hines建築學院和Valenti傳播學院的所在區域。該區內有Cynthia Woods Mitchell表演藝術中心，該中心設有Lyndall Finley Wortham劇院、劇場暨舞蹈學院的主舞台，以及Moores聲樂表演廳。其他設施包括Dudley Recital Hall鋼琴演奏廳、Organ Recital Hall管風琴演奏廳，和舞蹈學院的Quintero Lab實驗劇場等。
UH專業區：位於大學校園的東北和東部，該區擁有休斯頓大學法學院、Cullen工程學院和C.T.鮑爾商學院。校園的這個區域是Calhoun Lofts(學員宿舍)的所在地，這是一個高年級學生和研究生的宿舍設施。UH東側停車場位於該區的東端，大學活動中心(University Center)緊鄰該區，是校園內兩個學生社團辦公室集中區較大的一個。

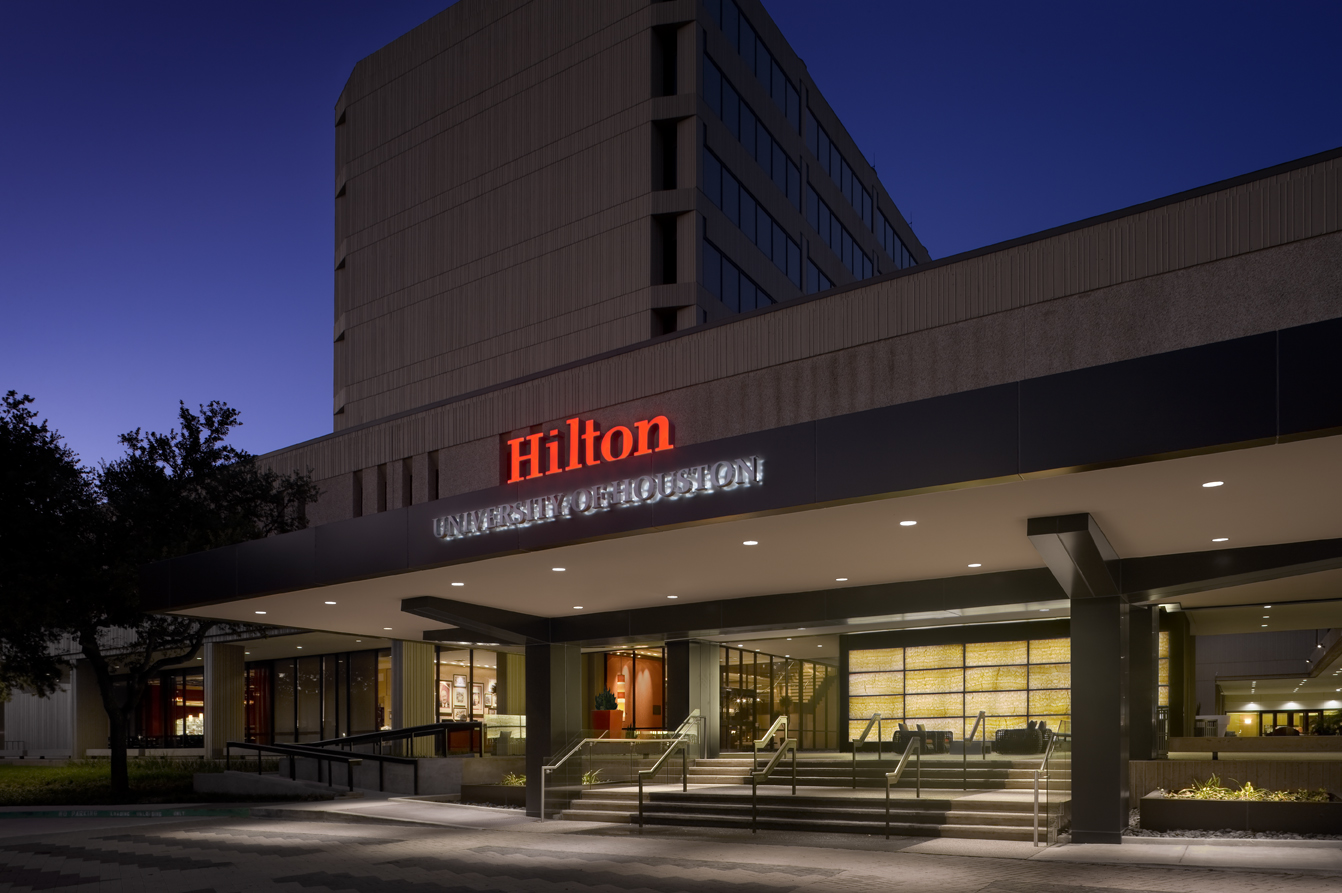
休士頓大學希爾頓飯店暨餐管學院

UH惠勒園區：位於校園的南部，沿Wheeler Avenue和Cullen Boulevard以東。該區域設有大學學生宿舍，希爾頓飯店及餐飲管理學院和驗光學院。學生宿舍包括兩棟18層的Moody Towers 、Cougar Village和四合院-Quadrangle，其中Quadrangle有以下五個獨立的大廳：Oberholtzer、Bates、Taub、Settegast和Law大廳。而休士頓大學的希爾頓飯店毗鄰Moody Towers和Lynn Eusan Park。

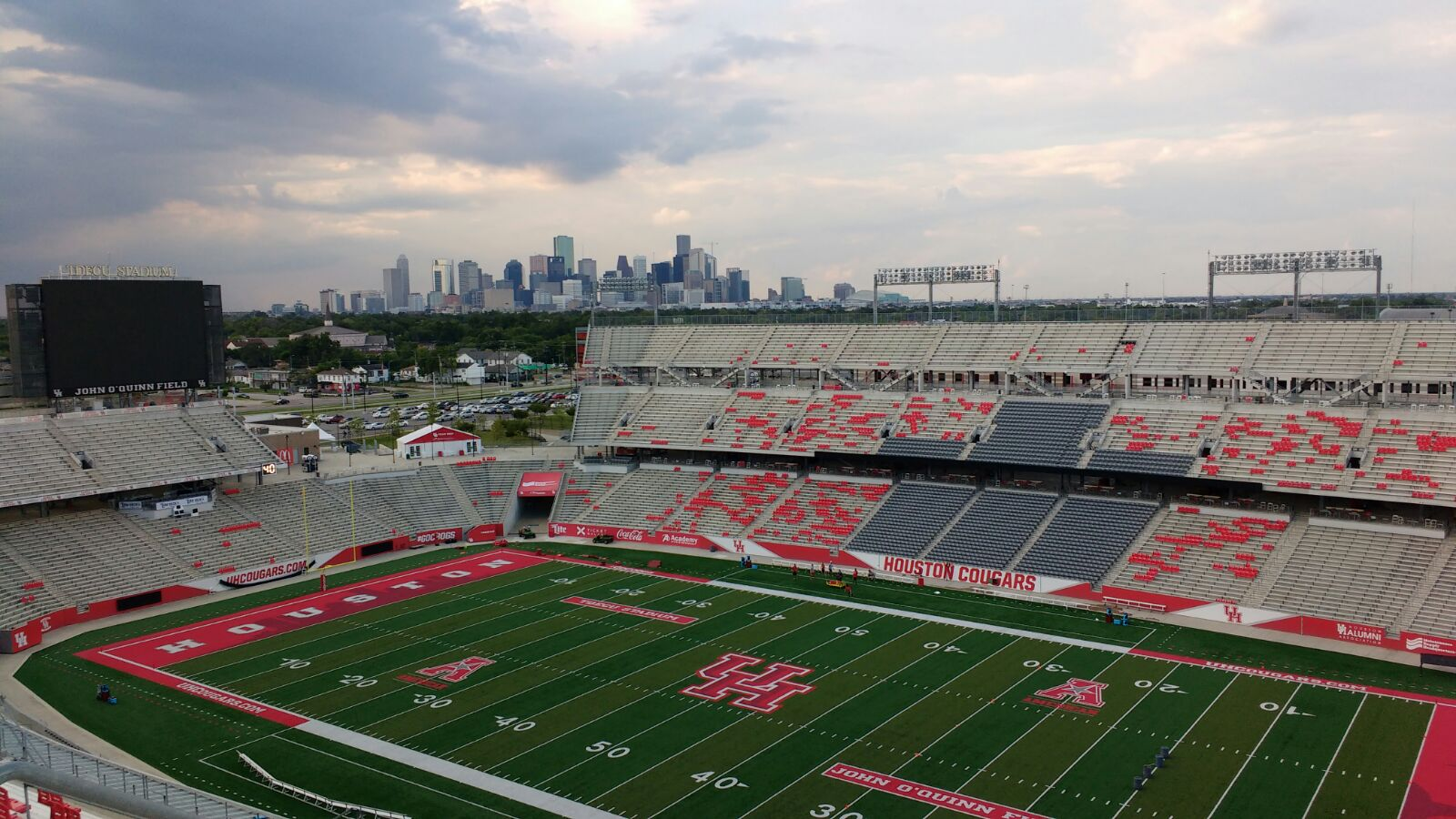
休士頓大學TDECU美式足球場

UH體育場區：除了原本全美最大大學室內運動休閒健身館、室外體育場、棒球場及TDECU美式足球場外，在2018年底，新落成的Fertitta Center在校友-休士頓火箭隊老闆、餐旅大亨Tilman Fertitta捐贈2000萬美元後，開使正式營運並舉辦比賽。

### 校園設施
外圍區域：休士頓大學另有一個能源研究園區是一個專門從事能源研究的專業研究園區，由接近94英畝的土地組成(其中75英畝已開發)，大部分園區範圍最初由油田服務公司-斯倫貝謝集團於1953年開發為其全球總部所在，此園區於2009年被休士頓大學所收購做為區域外校園的一部分。
此外休士頓大學圖書館系統, 由MD Anderson總圖書館和三個分支圖書館組成：音樂學院圖書館，Weston A. Pettey驗光學院圖書館及William R. Jenkins建築和藝術學院專業圖書館。 除了由總圖書館管理的圖書館外，該大學另外還設有獨立的O'Quinn法學院圖書館和Conrad N.希爾頓旅館管理學院圖書館。

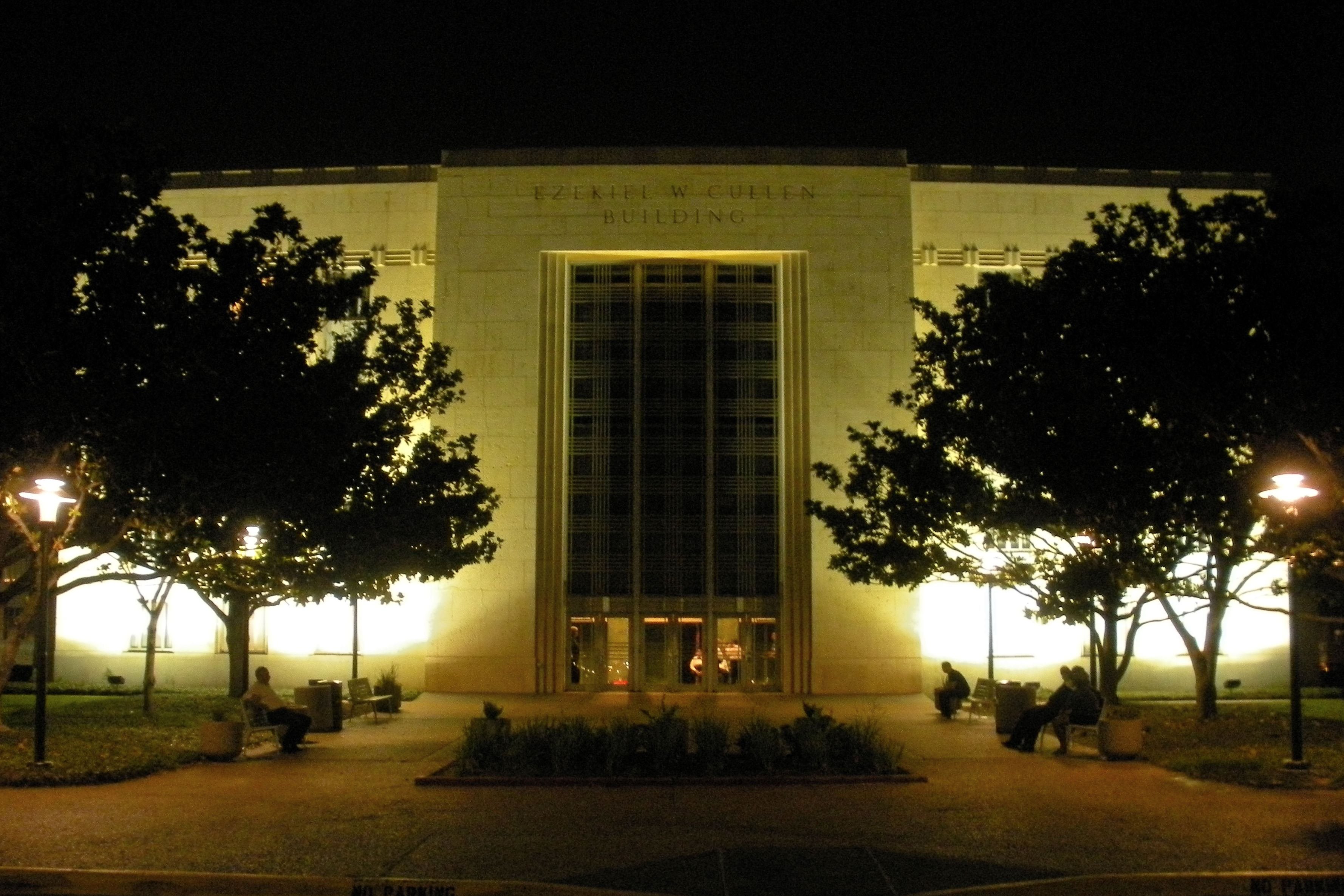
休士頓大學卡倫表演廳

校園內有Cynthia Woods Mitchell表演藝術中心，裡面有Lyndall Finley Wortham劇院和Moores歌劇院。 Cullen表演廳是一個1,544個座位的舞台劇場，除了提供當代音樂會、歌劇、現代舞和休士頓地區內外團體的戲劇表演的專業舞台外，還提供由大學各部門和組織贊助的各種藝文活動。Blaffer Art Museum藝畫廊展出了訪問學者、藝術家和藝術學院學生的作品。
佔地264,000平方英尺（25,000平方米）的校園運動休閒暨健身館，是全國最大的大學室內游泳訓練館的所在地，在2004年完工後，被美國大學院校體育協會認證為全美大學傑出設施。
LeRoy和Lucile Melcher 公共傳媒電視廣播台設有KUHT Houston PBS(美國第一家公共電視台)及KUHF (休士頓的NPR電台、公共政策投票中心暨電視導播製播實驗室)。
200,000平方英尺（19,000平方米）的科學與工程研究和綜合教學大樓(SERCC)由知名建築師César Pelli設計。它為UH提供許多跨學科研究項目的研究室，包括高科技生物奈米技術等。
該大學有一個校園希爾頓旅館，是屬於康拉德N.希爾頓旅館和餐飲管理學院的一部分。 這家旅館是由希爾頓旅館集團的創始人Conrad N. Hilton捐贈而成，並由旅館和餐飲管理學院的學生組成並經營管理，一直以來在全美大學旅館管理專業領域排名前三名而赫赫有名，並培育出業界諸多名人校友。
近年休士頓大學在Sugar Land糖城經營一個佔地250英畝的校區，該校區成立於1995年是休士頓大學系統的高等教育學院的“教學研究中心”。校區有兩座知名建築：Albert和Mamie George Building以及Brazos Hall。

## 学术

### 休士頓大學醫學院
2018年開始，以美國上市公司H-E-B等企業陸續捐贈的4.5億美元基金(約140億台幣)，興建第16個專業學術領域學院-主校區的醫學院(College of Medicine), 招收醫學院博士班，並授予獎學金，並已經與HCA Healthcare Gulf Coast Division展開密切夥伴合作關係，為德州基礎醫學研究領域做出貢獻。2019年4月，HCA基金會(Houston Healthcare)捐贈350萬美元給休士頓大學臨床護理學院，作為教職及學生發展健康醫療及健康照護的基金。2022年5月20日，校友餐飲集團總裁及火箭隊老板Tilman Fertitta捐贈休士頓大學醫學院五千萬美金，厚植醫學院發展經費。
2018年12月依據CollegeVine調查，休士頓大學以畢業生優異的STEM就業率，學費經濟支援慷慨度及畢業後第一年及第五年收入中位數，及各定性研究數據的綜合表現，排名全美大學中長期最被低估排名的大學第二名，比德州另一所名校德州大學-奧斯汀分校(第八名)排名還更前面。[2]

### 桂冠級教授學者
該大學提供283個學位課程：108個學士學位、104個碩士學位、46個博士學位，包含有三個法律、驗光學和藥學專業博士學位。UH的校友基數每年11,000人速度成長，校友人數超過30萬名，是休士頓地區Greater Houston Area最大的大學校友基地。
UH是德克薩斯州四大頂級公立大學之一，擁有菁英社團Phi Beta Kappa分會。休士頓大學的教授群聲譽卓著，包括三次普利策獎獲得者愛德華阿爾比(Edward Albee) ，國家科學獎章得主暨首席科學家及香港科技大學校長，物理研究所朱經武博士 (Paul Chu)，和諾貝爾和平獎獲得者喬迪 威廉斯(Jody Williams)教授 ，德州超導研究中心主持人之一物理學 Cullen講座朱唯幹教授獲得Festschrift Honor終身成就獎，以及一位2017年唐獎得主的土木工程學華裔科學家徐增全教授。
文理學院和社會科學院共同開設了創意寫作課程，該課程由校友唐納.包瑟美教授創立，提供詩歌、小說和非小說寫作學位。 另外Gerald D. Hines建築學院是獲得國家建築師認證委員會認證的36所學校之一。
知名的海尼斯建築學院，是全美最高36所建築師認證委員會成員學院之一，聲譽卓著(2018)。另外，人文暨社科學院所開設的創意寫作學位(是知名校友教授唐納.包瑟美Donald Bathelme所開設), 吸引國內外學者文學作家、劇作家等來就讀，包含男星金球獎最佳男主角詹姆士.法蘭科 James Franco)。
該校社會科學院於1981年為紀念前州長Bill Hobby設立Hobby公共政策研究院碩士課程，而在2016年起由德州高等教育協調委員會正式通過了Hobby School of Public Affairs學院改增設人文暨社科學院的公共事務碩士班及社會工作碩士班的雙聯碩士學位。
德州高等教育協調委員會在2018年10月正式通過允許休士頓大學主校區成立其醫科學院，並開始招生及興建學院，獲准設立醫學博士學位。至2020年學年,休士頓大學提供282個學位, 包含最新通過的醫學博士及護理學、溝通傳播及溝通障礙科學博士學位(Ph.D. in communication sciences and disorders),共51類科的博士學位。

### 院系
休士頓大學 主校區(main campus)學院列表:
- 海尼斯建築學院 Gerald D. Hines College of Architecture
- 醫學院 College of Medicine
- 鮑爾商學院  C.T. Bauer College of Business
- 教育學院  College of Education
- 高稜工程學院 Cullen College of Engineering
- 希爾頓旅館暨餐飲管理學院 Conrad N. Hilton College of Hotel and Restaurant Management
- 法律中心研究學院 University of Houston Law Center
- 凱赛琳.麥高文藝術學院Kathrine_ G._McGovern_College_of the_Arts （页面存档备份，存于）
- 人文暨社科學院 College of Liberal Arts and Social Sciences
- 自然科學暨數理學院 College of Natural Sciences and Mathematics
- 驗光學學院 College of Optometry
- 藥學學院 College of Pharmacy
- 護理學院Nursing College
- 社會工作研究學院Graduate College of Social Work
- 工程科技學院 College of Technology

## 排名
休士頓大學屬於美國一級大學之一，依據《美國新聞與世界報導》，學院及學系在全美國的各項不同專業領域排名普遍位于前5名至190名之間。其中該校工程學院排名全美Top 50大學，海洋工程研究所(Subsea Engineering)名列全美第一(2019)。休士頓大學法律中心Law Center的L.L.M.全美法學院排名50內，而健康長照法(Health care)全美第2，智財法(intellectual property)排名全美第5，在職法律碩士班排名全美第7。UH的社會工作研究所碩士班排名全美第24；UH的高稜工程學院聲譽卓著, 石油工程排名全美第13名，化學工程領域全國排名第34，工業工程系所全美排47名(2018)。該校希爾頓旅館暨餐飲管理學院有希爾頓飯店集團的雄厚背景，歷年全美排名前三，2021年翻新重建該學院，並在2022年3月正式更名希爾頓全球飯店餐旅管理領袖學院；其他包含教育學院、臨床護理學院、醫藥學院及商學院亦各有其專業領域在全美頂尖排名。
C.T. Bauer College of Business的新創企業課程領域(entrepreneurship)在《普林斯頓評論》及《企業家》兩大財經專業雜誌的排名皆是全美商學院第1名，《美國新聞與世界報導》則排名全美第15名(2019)，而會計學領域為全美排名56名(2019)。在財星雜誌，校友在財星500大企業CEO的學術背景統計也是排名全美商學院前5名，EMBA排名全美公立大學前20名(2021)。The Princeton Review《普林斯頓評論》雜誌將休士頓大學列名全美頂尖研究型五十所大學之一，ARWU(The global Academic Ranking of World Universities)排名列名全球最頂尖300大之一(2021)。名列彭博商業週刊 (Bloomberg BusinessWeek)年度評比full time MBA課程為全美排名44名(2018)，MS碩士課程全美公立大學排第15(2015)，《美國新聞與世界報導》則將full time MBA排名第54名(2019)。The Princeton Review《普林斯頓評論》雜誌將General MBA企管碩士排名第15(2009); MIS領域學門名列美國The Association for Information Systems (AIS)美國資訊系統管理協會，評比全球MIS學術領域研究所, 全球排名第三, 僅次於喬治亞州大(Georgia State)及加拿大英屬哥倫比亞大學(UBC)。 [1] Garnter 商業排名供應鏈管理領域研究所部全美排23名(2019), 大學部全美第9名(2024)。

## 体育活动
休士頓大學每年舉辦各種戲劇表演、音樂會、講座和活動，擁有500多個學生社團組織和17個運動校隊，每年並積極舉辦及餐與休士頓城市社區活動及社區服務。休士頓大學每年傳統活動包括The Cat's Back，Homecoming games和Frontier Fiesta 。該校的校隊被稱為休士頓大學美洲獅隊 ，原是美國大學的運動家聯盟(AAC, American Athletic Conference)的成員之一，獲准2023年加入Big 12大聯盟，學校參加NCAA一級大學聯盟的所有運動賽事。奧運選手搖籃，累積有50多位奧林匹克運動會代表選手，33位得牌，有19面金牌。2022年田徑校隊男子隊拿下校史第七座全美大學室內田徑錦標賽冠軍，美式足球校隊每年季後賽(post season)定期進入Bowl Game競賽, 並擁有十多位NFL現役明星球員，知名校友包含NFL兩屆超級盃冠軍總教練湯姆·蘭德里(Tom Landry)及2017年度MVP 凱斯基努(Case Keenum)及前達拉斯牛仔隊、丹佛野馬隊冠軍總教頭Wade Phillips等；男子棒球校隊戰績輝煌, 在NCAA一級聯盟進季後賽24屆次，其中還包含兩屆全美大學棒球冠軍賽；另外著名的男子籃球校隊在NCAA一級聯盟季後賽中出場24屆次，其中包括七次進入全美大學年度前四強(Final Four)及六屆全美前八強(Elite Eight)，2018-22年連五年創美國大學NCAA一級籃球校隊"主場連勝"最高紀錄，遠高於排名第二名的田納西大學及猶他州立大學20場以上，202年再次拿下全美大學籃球年度前四強,  2022年取得賽季全美第一及年度Sweet 16；2023年NBA年度選秀, 榮獲唯一的一所大學兩名明星球員被選中第一輪Top 25指名, Jarace Walker及Marcus Sasser。男子高爾夫校球累計得過16個全美冠軍，是NCAA歷史上冠軍最多的大學高爾夫球校隊，出過多名世界職業冠軍選手, 男子校隊2022年在AAC聯盟蟬聯冠軍, 2023年提供全額獎學金延攬中信國際學校高爾夫球新生代好手職業賽亞軍及業餘賽冠軍的陳季群加入。休士頓大學游泳跳水校隊，2019年排名21，2023年連續第六年取得AAC聯盟冠軍，多次代表美國國家代表隊，征戰世界各大賽及世界大學運動會。經過多年體育賽事呈現領先全美的好成績，2023年正式加入Big 12 Conference -12大聯盟。

## 著名校友和教授
- 哈基姆·歐拉朱萬(Hakeem Abdul Olajuwon)：暱稱為「大夢」，前美國NBA聯盟知名職業籃球運動員, 當年NBA選秀狀元，兩屆NBA總冠軍，兩度NBA年度MVP, 生涯得分26946, 名列NBA歷史上最偉大50名人, 名列NBA籃球名人堂，1996年美國奧運會夢幻隊金牌，創辦有自己的學校及商場企業。
- 凱德 卓思勒(Clyde Drexler): 暱稱為「空中轟炸機」，前美國NBA聯盟知名職業籃球運動員, 一屆NBA總冠軍,1992年奧運會美國夢幻隊金牌,名列NBA歷史上最偉大50名人,生涯得分22195, 入列NBA籃球名人堂。
- 艾爾文 海耶斯(Elvin Hayes): 暱稱「The Big E」，當年NBA選秀狀元，前美國NBA籃球運動員, 一屆NBA總冠軍,生涯總得分27313(NBA史上Top 10), 征戰16年,名列NBA歷史上最偉大50名人, 入列NBA籃球名人堂。
- 卡爾 路易士(Carl Lewis): 短跑及跳遠多年多次世界紀錄保持人，美國田徑國家隊總教練，參加四屆奧運會拿下9面金牌1面銀牌, 四屆世界田徑錦標賽同樣拿下9金1銀，此外大小獎無數，2000年被世界田徑聯盟譽為美國田徑史上最偉大運動員。
- 勒罗伊·伯勒尔(LeRoy Burrell): 前世界級短跑及跳遠世界紀錄保持人。一屆奧運會金牌(1992)，兩屆世界田徑錦標賽金牌(1991,1993)，男子百米短跑兩度奪得世界紀錄保持人。
- 傑西 昆(Jesse Crain): 現役著名MLB大聯盟投手，一次全明星賽，世界棒球經典賽美國隊投手。
- 邁克 布恩(Michael Bourn): 現役著名MLB大聯盟外野手，入選多次全明星賽。
- 伊莉莎白 沃倫(Elizabeth Ann Warren)是連任之著名美國參議員，代表馬薩諸塞州，曾任哈佛大學法學院教授，國會監督委員會主席。
- 湯姆·蘭德里(Tom Landry): NFL美式足球名人堂, NFL知名四分衛球員後轉任總教練, 年度最佳總教練(達拉斯牛仔隊), 生涯兩屆Super Bowl超級盃冠軍。
- 凱斯 基努(Case Keenum): 現任NFL美式足球明星傳奇四分衛，擁有NCAA Football歷史最高傳球碼數及最高傳球成功率紀錄保持人。
- 王文淵: 台塑企業前副董事長王永在的長子及台塑企業創辦人王永慶的姪子,2006年起正式接任台塑集團總裁兼集團主席，2016年帶領台塑集團創下年度營收破兩兆新台幣的歷史紀錄。
- 湯姆 笛利(Tom DeLay):美國眾議院眾議院議員，多數黨領袖。
- 金 格林(Gene Green): 美國眾議院議員，眾議院道德委員會主席。
- 泰德 柏伊(Ted Poe): 美國參議院議員。
- 羅伯 勞勒斯(Robert Lawless): 桂冠教授，曾任知名德州理工大學(Texas Tech)及塔爾沙大學(Tulsa)校長，後來擔任美國西南航空公司的營運長(COO)。
- 喬迪 威廉斯(Jody Williams): 1997年諾貝爾和平獎獲得者,  休士頓大學社會學桂冠級教授, 積極參與國際禁止地雷運動並推動渥太華公約的簽訂。
- 朱經武:  休士頓大學物理系桂冠級教授及德州超導研究中心首任主任, 臺灣超導體專家, 是全球著名俄羅斯工程學院、美國科學院、美國人文及科學學院、中華民國中央研究院、中華人民共和國中國科學院及發展中世界科學院六院院士, 台灣綜合大學系統首任系統校長, 前香港科技大學校長。朱教授屢獲殊榮，包括美國科學家最高榮譽的國家科學獎及馬蒂亞斯獎。獲頒工程界最崇高的約翰弗里茨獎，愛迪生、貝爾及費米等傑出科學家,也是這個獎的得主。
- 吳茂昆：臺灣超導體專家，臺灣中央研究院院士。曾任中華民國教育部部長及國立東華大學校長。
- 何北衡:  臺灣超導體專家，德州超導研究中心副主任, 休士頓大學物理系, 淡江大學傑出校友。
- 林昭吟: 臺灣磁性材料暨超導體專家，博士班追隨休士頓大學物理學大師朱經武教授，與吳茂昆院士是學長學妹關係。現任國立臺灣大學凝態科學研究中心研究員。
- 莫詒隆：現任美國休士頓大學土木系正教授、 前台灣國家地震工程研究中心研究組長。
- 陳之藩: 台灣著名文學大師, 前休士頓大學工程學院教授, 波士頓大學、國立成功大學、香港中文大學工程學院特聘榮譽教授。
- 洪文湘: 前國立台灣大學法學院及商學研究所所長、系主任、教授，國家考試院委員。
- 張豐志: 台灣大學化工系傑出校友，國立交通大學應用化學所教授，國科會工程處高分子及纖維學門召集人。
- 申健群: 休士頓化工博士，國立中央大學傑出校友，化學工程暨材料工程學系講座，美國Techven 公司董事長。
- 潘昭賢: 國立台灣科技大學管理學院 工業工程學系所教授及系主任, 著名工業工程、生產管理、供應鏈管理學者。
- 周玲臺: 國立政治大學商學院副院長及教授，第十任會計系系主任，獲頒博士班指導教授獎，第一商業銀行及公共電視監察人，台北市立北一女校友會理監事會會長。
- 何怡澄: 國立政治大學財政學系系主任及教授, 中華財政學會常務理事, 台灣著名財政經濟專家。
- 陳嬿如: 國立政治大學財務管理學系及EMBA高階管理碩士班 專任教授，景美女中傑出校友。
- 鄭至甫: 國立政治大學商學院科技管理與智慧財產研究所專任教授、國立政治大學產學營運暨創新育成總中心營運長、商學院DBA執行長、商學院EMBA文科資創組召集人, 日本早稻田大學博士。
- 張帆人: 國立台灣大學工程學院 電機工程系所教授, 同時是國立暨南大學電機學院特聘教授。
- 呂維明: 國立台灣大學工程學院 化學工程系所教授。
- 呂文芳: 國立台灣大學工程學院 化學工程系所副教授。
- 莊文議: 國立台灣大學管理學院 財管系所教授。
- 陳示國: 國立台灣大學 生命科學系副教授。
- 劉淑蓉: 國立台灣大學暨國立清華大學 師資培訓中心教授。
- 何傳愷: 國立台灣大學 生態學與演化生物學助理教授。
- 王淑芬: 國立交通大學 財務金融研究所教授, 以財務管理、投資學著稱。
- 高國揚: 國立交通大學 管理學院管理科學系所副教授。
- 朱治偉: 國立交通大學光電研究系所教授，國立清華大學材料工程學系教授，長庚大學特聘教授，國立中央研究院應用科學研究中心研究員，台灣化工學會化工傑作獎得主，芝加哥大學博士後研究訪問學者。
- 徐增全: 休士頓大學土木工程研究所特聘教授及研究員，中國交通大學講座教授，國立台大土木工程所暨地震研究中心客座教授，唐獎工程類得主。
- 鄭振興: 休士頓大學前會計系所主任, 現任香港理工大學會計學及金融學教授, 及會計暨金融學院院長, 北京清華大學國家金融研究院特聘教授。
- 朱唯幹: 休士頓大學 物理系所Cullen講座教授, 德州超導體中心主持人之一, Festschrift Honor終身成就獎得主。
- 葉德雲: 休士頓大學 電腦科學系所教授, 西北大學電腦科學博士, 休士頓客家會會長。
- 區俊傑: 國立成功大學經濟學系副教授。
- 王靖興: 國立成功大學政治學系副教授。
- 張純端: 國立中山大學管理學院企管系所副教授，企管系系主任。
- 劉仲康: 國立中山大學生科系所 榮譽教授。
- 魏得凱(Paritosh .V. Wadekar): 國立中山大學 物理系所約聘教授。
- 蘇宏仁: 國立清華大學 數理研究所教授。
- 游靜惠: 國立清華大學 化學系教授(博士後研究)。
- 謝章鈞: 國立台灣科技大學 營建工程系副教授。
- 黃玟君: 國立台灣科技大學 應用外語系專任助理教授。
- 吳志文: 國立台灣師範大學 人類發展與家庭學系副教授。
- 鄭芳怡: 國立中央大學 大氣科學系副教授。
- 周禮君: 國立中正大學 理學院院長，化學暨化學生物學系所教授。
- 盧至人: 國立中興大學 土木及環境工程系教授。
- 華繼中: 國立中正大學 化學工程系所副教授。
- 柯明德: 國立台灣海洋大學  運輸科學系副教授。
- 賴淑麗: 國立台北商業大學 通識教育中心 助理教授。
- 王昱鈞: 國立高雄應用科技大學 應用外語系 助理教授。
- 蘇晴茂: 國立台北科技大學建築系及淡江大學土木工程系兼任教授, 聯邦工程顧問公司總經理。
- 林益辰: 國立台北科技大學 工業工程與管理學系副教授。
- 陳家偉: 東海大學 財務金融系主任及系所教授。
- 張永和: 東海大學 財務金融系所教授。
- 胡次熙: 東海大學 企業管理系所教授。
- 楊明晶: 逢甲大學 財務金融學系所教授。
- 喬緒明: 東海大學 材料工程及化學工程系所教授。
- 黃承啟: 東海大學 會計學系所財經法副教授。
- 戴台馨: 輔仁大學 經濟系前系主任, 正教授。
- 區雅倫: 輔仁大學 心理學研究所助理教授, 教育部諮詢委員, 大學入學考試中心顧問。
- 鄭啟明: 淡江大學 土木工程系所教授。
- 盧博堅: 淡江大學 環境工程系所教授。
- 鄭為民: 東吳大學 資訊管理系系主任, 副教授。
- 金   堅: 東吳大學文學院 英文系教授。
- 李互暉: 國立嘉義大學 生物農業科技學系所副教授。
- 陳育仁: 國立高雄科技大學 會計資訊系所教授, 行政院國科會博士生赴美國研究獎學金得主。
- 劉月華: 長庚大學 應用外語教授。
- 賴清陽: 台大化工系, 休士頓大學MBA畢, 德州法學博士, 中美韓聯合律師事務所主持律師, 亞美文教基金會董事長，美國參眾議院聯誼會副主席。
- Pro. Edward Kao: 休士頓大學商學院及數學系高階統計學及離散數學教授，史丹佛大學博士，成功大學傑出校友。
- 席維斯特 特納(Sylvester Turner): 哈佛大學法學博士(JD)，Thurgood馬紹爾法學院及休士頓大學法學院副教授, 德州專業律師，前任休士頓市市長。
- 約翰·惠特麥(John Whitmire): 休大法學博士, 前德州參議院議員、眾議院議員, 2024年當選休士頓新任市長。
- 傑克 泛藍迪(Jack Valenti): 也是哈佛大學MBA, 好萊塢電影知名製片, 擔任美國電影學會理監事, 及美國動畫電影學會在任最久的理事長。
- 安東尼安德森(C. Anthony Anderson): 加州大學洛杉磯分校(UCLA)及聖塔芭芭拉分校(UCSB)著名哲學系所教授, 當代著名哲學家。
- 約翰 莫爾斯(John Moores): 經濟學學士及法學博士，美國百大富豪及知名企業家及慈善家，MLB聖地牙哥教士隊前老闆。
- 提門 費爾蒂塔(Tilman Fertitta): 美國財經大亨，2018年名列全美百大富豪[20]之一，NBA休士頓火箭隊老闆，及美國Landry's餐飲集團執行長兼總裁。
- 玫琳凱  艾施(Mary Kay Ash):全球著名化妝品及保養品牌創辦人及企業家,《富比士》雜誌將她與洛克菲勒、JP摩根、亨利福特、華德迪士尼、格羅夫、比爾·蓋茨等相提並論，稱他們是美國近200年來20位全球企業界最具傳奇色彩成功的人物，而她是其中惟一的女性。1999年，作為惟一的商界人士，與居里夫人、諾貝爾和平獎獲得者特麗莎修女等一同被《Life Time TV on Line》評為20世紀最有影響的女性領袖。
- 吉姆·帕森斯(James Joseph Parsons): 美國電視和電影男演員，著名情景喜劇《宅男行不行》中的謝爾頓·庫珀博士。艾美獎五度獲得最佳男演員獎，美國演員工會最佳演員獎，金球獎喜劇類最佳男演員，美國電視評論家協會授予的喜劇界最高個人成就獎、廣播工作者協會特頒電視類主席獎，美國收入最高男明星。
- 丹尼斯 奎得(Dennis Quaid): 紐約電影學會及芝加哥電影學會最佳男主角得主，美國演員工會獎最佳男主角得主，獨立製片精神獎最佳男主角得主，獲頒休士頓影評人協會終身成就獎，為全球知名金獎男星。
- 藍迪 奎得(Randy Quaid): 丹尼斯奎得的哥哥，美國奧斯卡金像獎及金球獎及英國電影及電視藝術學院獎提名，著名電影導演及演員。
- 湯姆 傑利(Tom Jarriel):美國ABC電視台長青樹新聞主播。
- 吉姆  納茲(Jim Nantz): 美國CBS運動台當家主播(NFL/PGA)。
- 唐  瑞瑟(Dan Rather): 美國CBS新聞台主播及夜線新聞總編輯。
- 艾莉絲 席柏(Alice Sebold): 美國近代著名暢銷女作家，著有近月(The Almost Moon)  、蘇西的世界(The Lovely Bones）、折翼女孩不流淚(Lucky)等  。
- 史塔爾 瓊斯(Star Jones): 美國著名女律師，脫口秀主持人，電視電影劇作家，電影演員，時裝設計師，美國專業婦女協會(National Association of Professional Women -NAPW)的主席及慈善家。
- 朱利安·許納貝(Julian Schnabel):美國著名導演及作家，榮獲坎城影展最佳導演獎，及兩屆金球獎最佳導演獎，及許多次奧斯卡金像獎最佳導演獎提名等。
- 肯尼 羅傑斯(Kenny Rogers): 美國知名鄉村歌手，企業家，唱片製作人，演員，鄉村音樂名人堂。
- 莉佐 Lizzo：近代知名葛萊美獎得獎女歌手，演員。
- 天生贏家(Chamillionaire):美國近代著名男饒舌歌手，同時也是 Chamillitary Entertainment娛樂事業公司的CEO。
- 克莉絲多 斯圖爾特(Crystle Stewart): 美國超模之一,主持人及演員, 2008年獲得美國小姐及德州小姐桂冠，同年世界環球小姐決賽前十名。
- 許慧欣(Evonne Hsu): 第14屆金曲獎最佳新人獎，TVBS金曲榜最佳新人獎，國內外音樂類大小獎獲獎無數，擅長芭蕾舞，是台灣知名歌手、芭蕾舞者、作家及演員, 並獲得中國能量女性獎。
- 陽詠存: 休士頓大學大眾傳播媒體製作系畢業, 台灣知名女演員。
- 荒山亮: 獲金曲獎最佳台語男歌手獎，臺灣音樂創作人、音樂製作人、布袋戲配樂，火箭八八音樂股份有限公司老闆。
- 楊登凱: 休士頓大學鋼琴演奏博士，台北東吳大學音樂碩士，師承林蕙予、蔡采秀、胡志龍與鋼琴大師Abbey Simon, 美國Memphis『貝多芬鋼琴奏鳴曲大賽』之全美十二名入選者之一。
- 房君章: 休士頓大學化學研究所博士，前美國FDA官員，石藥集團、生技公司總經理。
- 邦妮J.鄧柏 (Bonnie Jeanne Dunbar): 美國NASA前太空人 , 航太工程學博士, 及現任Texas A&M德州農工大學航空工程教授。
- 柏內 布朗( Brene Brown): 休士頓大學社會工作學博士，擔任休士頓大學社會工作研究所教授及德州奧斯汀大學McCombs商學研究所訪問教授，三場知名TED演講學者並在Netflix播出，長年大受歡迎，同時也是紐約時報暢銷書作家， 累積有六部作品是鈕時銷售冠軍，2008年獲選休士頓最有影響力女性。
- 馬特·查爾斯·穆倫維格(Matthew Charles Mullenweg)：著名部落格軟體“字推（WordPress）”的創辦人，著名資訊人。
- 肯尼斯 柏格 (Kenneth Broberg): 著名鋼琴演奏家，第十五屆Van Cliburn國際鋼琴大賽銀牌, 受邀英國皇家交響管弦樂團及雪梨歌劇院管弦樂團首席鋼琴演奏家。
- 佛列 考柏斯(Fred Couples): 是美國職業高爾夫球選手 ，曾多次美巡賽、美國高球公開賽、 歐洲巡迴賽及大師賽冠軍 , 位居職業高爾夫球世界排名第一長達數年 , 贏得了64場職業錦標賽, 其中最著名的是1992年的大師賽 ，以及1984年和1996年度錦標賽。同時是高爾夫球服飾品牌Fred Couples的老闆, 入列世界高球名人堂。
- 尼克 佛度(Nick Faldo): 是美國職業高爾夫球選手 ，曾多次美巡賽和美國高球公開賽和大師賽冠軍 , 30場歐洲巡迴賽冠軍, 位居職業高爾夫球世界第一長達兩年 , 入列世界高球名人堂。
- 富茲齊·佐勒(Fuzzy Zoeller): 是美國職業高爾夫球選手 ，曾多次PGA美巡賽和美國高球公開賽和大師賽冠軍。
- 香儂 米勒(Shannon Miller): 法學博士，美國著名全能體操冠軍，生涯共奪得包含奧運、世錦賽共11面金牌。
- 史特夫·艾爾金頓(Steve Elkington): 澳洲人, PGA巡迴賽冠軍的職業高爾夫球選手,1997年世界職業高爾夫球男子選手排名第三, 在1995年贏得了PGA錦標賽的主要冠軍，並且曾兩次獲得球員錦標賽冠軍, 被稱為澳洲最偉大高爾夫選手。